# Saima Avandero
Saima Avandero S.p.A. era un'azienda italiana che operava nel settore dei trasporti e della logistica. La società era definita leader del settore in Italia.
Nel 2013 aveva un fatturato di 648 milioni di euro.
Dal 1 luglio 2016 è stata assorbita dal gruppo DSV, non esistendo più con il nome Saima Avandero.

## Storia
La società nasce nel 1993 a seguito dell'acquisto di Avandero da parte di Saima.
Saima nasce a Milano come Società Anonima Innocente Mangili viene fondata nel 1816 da Innocente Mangili che avvia l'attività di spedizione e trasporto merci per conto delle aziende tessili della Lombardia. Successivamente l'azienda viene condotta dal figlio di Innocente, Francesco, e alla sua morte dal figlio di quest'ultimo, Cesare Mangili.
Agli inizi del Novecento, le famiglie Pirelli, Olivetti, Bonacossa, per le quali già Mangili operava, entrarono nell'azionariato dell'impresa stessa.
Negli anni trenta, SAIMA viene rilevata da Vincenzo Brigatti acquista la società triestina Adriatica Trasporti, dando vita a Società Anonima Mangili Adriatica - Casa di Spedizioni.
Nel 1951 diventerà Società per Azioni Innocenti Mangili Adriatica - S.A.I.M.A.
Nel 1976 Alvise di Canossa entra nella società, avendo sposato Margherita Brigatti, maggiore azionista e nipote di Vincenzo.
Avandero invece viene fondata a Biella nel 1746 per il trasporto dei prodotti tessili inizialmente solo in Piemonte, poi in tutto il mondo.
Nel 1999 Saima Avandero viene rilevata dalla belga Abx Logistics Worldwide S.A./N.V. del gruppo SNCB/NMBS (Société Nationale des Chemins de fer Belges).
Fu distributrice nonché fornitrice di assistenza di alcune linee di prodotti Nintendo finché Nintendo Italia non avesse assunto in prima persona tale ruolo (dopo il 2002, anno di fondazione della filiale italiana).
Il 3 agosto 2006 ABX Logistics, e dunque Saima Avandero, viene acquisita da 3i, fondo di private equity.
Il 23 giugno 2008 il fondo 3i cede per 750 milioni di euro XB Luxembourg Holdings 1 S.A. - la società che possiede ABX Logistics - alla danese DSV.
Dal 2016 abbandona la storica denominazione per diventare DSV S.p.A..
È la società a cui il Ministero della Difesa, fino al 2017, ha affidato la logistica e il trasporto dei rifornimenti militari per le truppe italiane all'estero.

## Inchiesta giornalistica
Sul Corriere della Sera del 12 ottobre 2009 il giornalista Marco Nese ha rivelato che i voli espletati da Saima Avandero per il trasporto dei mezzi dell'Esercito Italiano per conto del Ministero della difesa, sulla rotta Italia-Kabul/Herat-Italia, sarebbero stati operati con aerei Ilyushin-76 noleggiati dalla compagnia Click del Kirghizistan ma considerati a rischio e messi al bando dalla Comunità europea.